# Viviana Giordano
Viviana Giordano (Caserta, 22 novembre 1989) è una cestista italiana.

## Carriera
Playmaker di 167 cm, ha giocato in Serie A1 con Pozzuoli.

## Palmarès
- Promozioni dalla Serie A2 alla Serie A1: 1
Le Mura Lucca: 2009-2010